# Eparchia zborowska
Eparchia zborowska – historyczna eparchia kościoła greckokatolickiego na Ukrainie istniejąca w latach 1993–2000. W 2000 została połączona z eparchią tarnopolską, tworząc eparchię tarnopolsko-zborowską. Ordynariuszem był bp Mychajło Kołtun.